# 예브게니 마케예프
예브게니 블라디미로비치 마케예프(러시아어: Евгений Владимирович Макеев, 1989년 7월 24일 ~, 체레포베츠)는 러시아의 축구 선수이다. 현재 러시아 풋볼 내셔널 리그의 FC 벨레스 모스크바 소속으로, 포지션은 레프트 백이다.